# Grab I (Byblos)

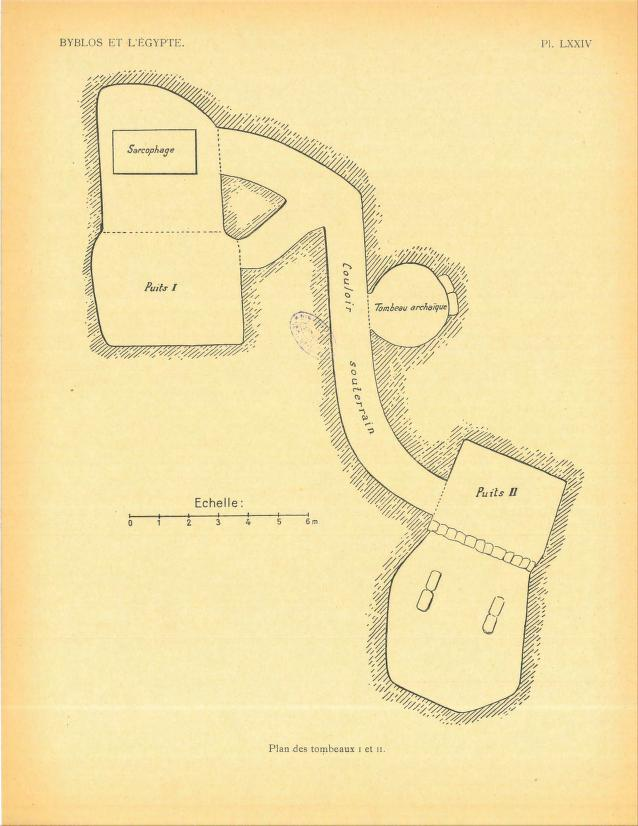
Grundriss von Grab I und II

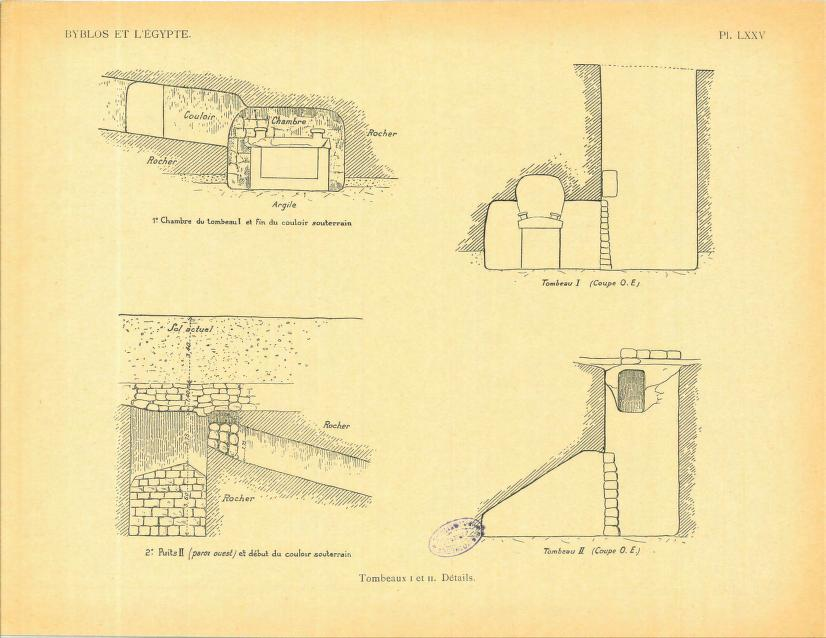
Schnitt von Grab I und II

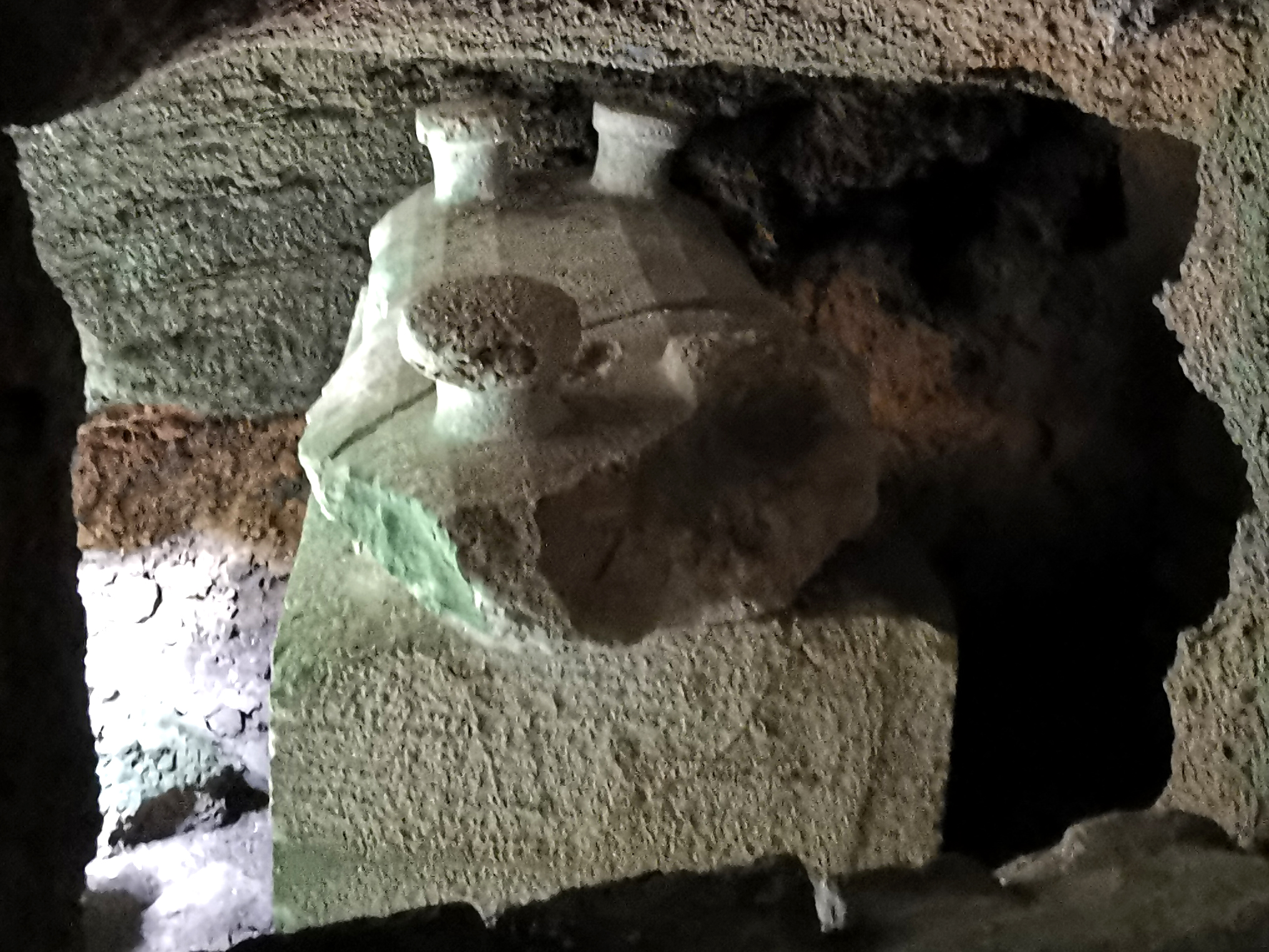
Sarkophag in Grab I

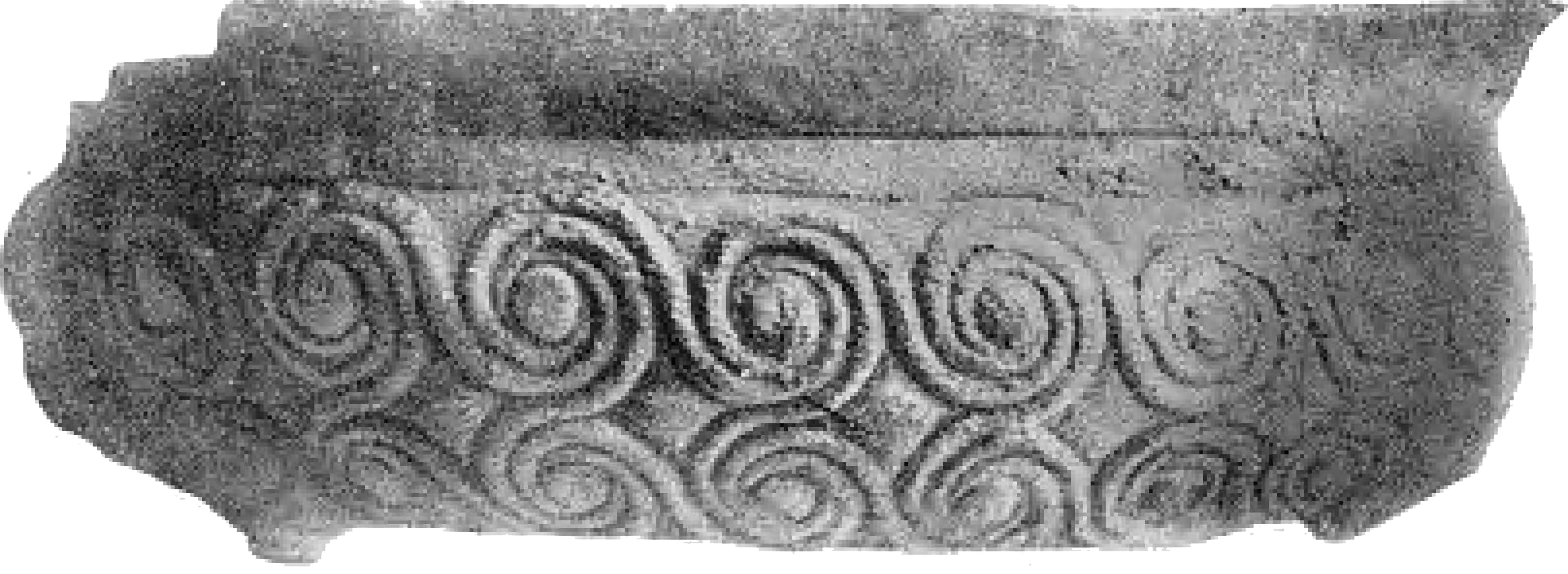
Fragment einer mykenischen Silbertasse aus dem Sarkophag

Bei Grab I von Byblos im Libanon handelt es sich um ein Felsgrab, das um 1800 bis 1700 v. Chr. zu datieren ist. Es wurde im Februar 1922 entdeckt, fand sich unberaubt und enthielt zahlreiche wertvolle Objekte. Die Grabkammer liegt zusammen mit mehreren anderen reich ausgestatteten Grabkammern im Norden von Byblos, in einem Friedhof, der als die Königsnekropole bezeichnet wird.

## Befund
Die Grabkammer von Grab I kann über einen Schacht erreicht werden. Ein gewundener Gang verbindet das Grab und den Schacht mit Grab II. Sie war bei der Auffindung verschlossen und enthält einen großen, weitestgehend undekorierten, rechteckigen Kalksteinsarkophag (2,8 m lang, 1,48 m breit und 2,0 m hoch), auf dessen Deckel sich vier Bossen befinden. Grabbeigaben, darunter Alabaster- und zahlreiche Tongefäße, fanden sich vor allem an der Ostseite des Sarkophags und teilweise auch nördlich davon. Zwei Schalen und ein Topf sind aus Bronze gearbeitet. Bei anderen Bronzeobjekten handelt es sich vielleicht um Werkzeuge, doch ist deren genaue Bestimmung unsicher. Im Innern enthielt der Sarkophag weitere Objekte. Darunter befindet sich eine ägyptische Obsidianvase, die zum Teil vergoldet und mit einer kurzen Inschrift in ägyptischen Hieroglyphen versehen ist. Sie trägt auch den Thronnamen des ägyptischen Königs Amenemhet III. Weiter fanden sich ein ägyptischer Uräus, ein Pektoral mit einem Falken darauf, ein Ring mit einem Skarabäus und ein Sichelschwert. Zwei Gefäße sind aus Silber gearbeitet. Eines davon ist wahrscheinlich mykenischer Herkunft. Es fanden sich diverse Elfenbeineinlagen. Ein Bronzeobjekt gehört zum Griff eines Spiegels. Als Schmuck fanden sich 102 Perlen aus Amethyst. Verschiedene kleinere Goldobjekte können nicht genauer identifiziert werden; sie waren vielleicht Einlagen zu anderen, abgegangenen Objekten.

## Interpretation und Datierung
Die Datierung und Bedeutung der Befunde im Grab werden in der Forschung unterschiedlich interpretiert. Auffallend sind die zahlreichen Objekte ägyptischer Herkunft. Im Sarkophag stand einst wahrscheinlich ein ägyptischer Holzsarg. Teile der Elfenbeineinlagen gehören zu Udjat-Augen, die typisch für dekorierte, ägyptische Särge des Mittleren Reiches sind. Weitere Elfenbeineinlagen stammen wahrscheinlich von Truhen, wie sie wiederum auch gut aus ägyptischen Gräbern bekannt sind.
Die genaue Datierung und Einordnung des Grabes sind unbekannt. Keine Inschrift im Grab nennt einen Namen. Der Besitzer des Grabes ist also unsicher. Im benachbarten Grab II, das über einen Gang mit Grab I verbunden ist, fand sich ein Sichelschwert, das eine ägyptisch-hieroglyphische Inschrift trägt und den Bürgermeister von Byblos Ipschemuabi, Sohn des Abischemu nennt, der meist als der Besitzer des Grabes I identifiziert wird, da Ipschemuabi als Besitzer von Grab II als gesichert gelten kann. Die beiden Fürsten wurden bisher meist an das Ende der ägyptischen 12. Dynastie datiert. Der Name Amenemhet III erscheint in diesem Grab und im Grab II wird in Inschriften der ägyptischen König Amenemhet IV. genannt. Die Identifizierung des Grabinhabers ist jedoch unsicher und andere, namentlich bekannte Könige von Byblos kommen als Grabinhaber ebenfalls in Frage, zumal die Grabanlagen eventuell eher 100 Jahre nach der ägyptischen 12. Dynastie datieren.